# Poleńcowate

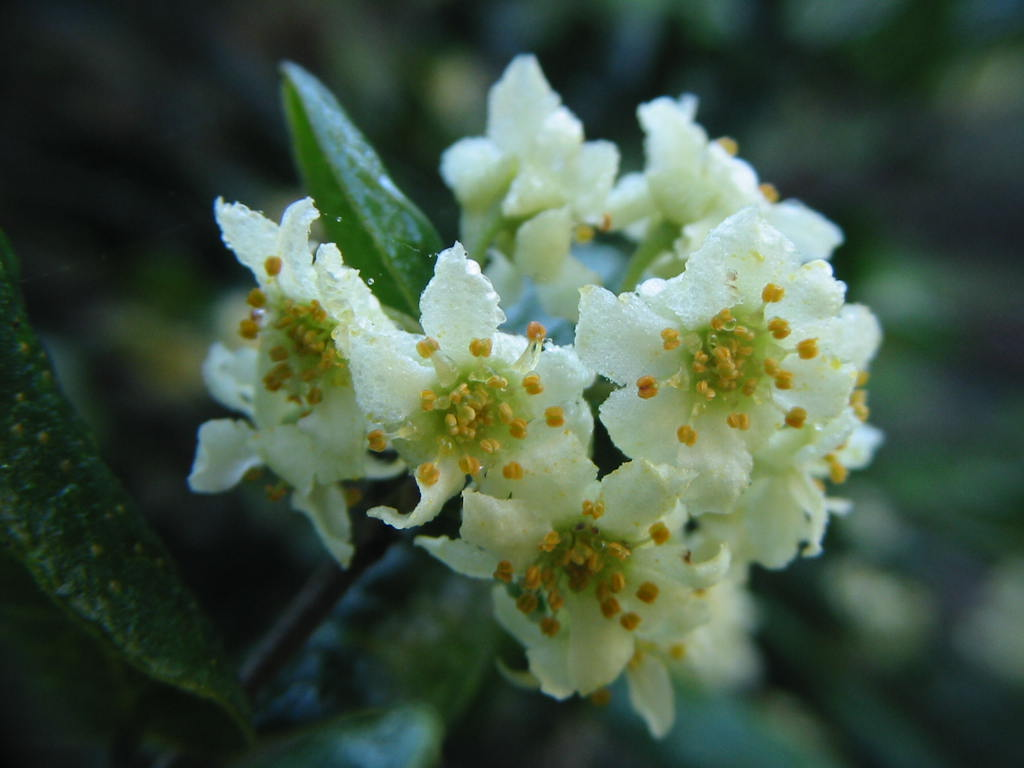
Peumus boldus

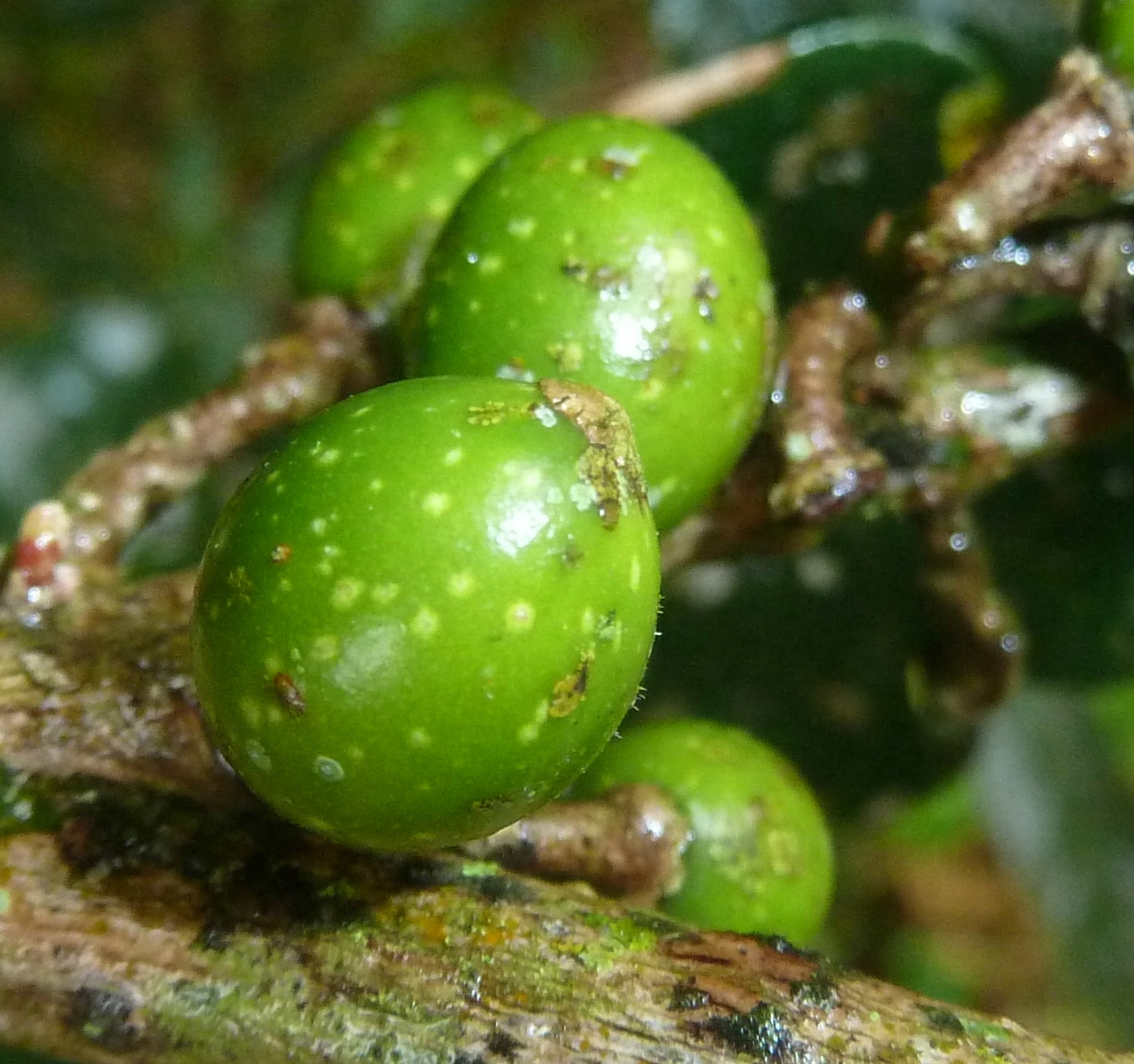
Owoce Xymalos monospora

Poleńcowate (Monimiaceae) – rodzina niewielkich drzew, krzewów, rzadko lian z rzędu wawrzynowców (Laurales). Należy do niej w zależności od ujęcia systematycznego 22 do 25 rodzajów z ok. 275 gatunkami. Występują na wszystkich kontynentach w strefie tropikalnej i subtropikalnej, do strefy umiarkowanej sięgając na półkuli południowej (w Chile, Australii i w Nowej Zelandii).
Liście Peumus boldus z Ameryki Południowej służą do wyrobu przyprawy i naparów, owoce tego gatunku są spożywane, a z kory sporządzany jest barwnik. Z drewna wytwarza się węgiel drzewny. Drewno kilku gatunków jest użytkowane lokalnie. Cenionego drewna dostarcza Xymalos monospora i Hedycarya angustifolia. Poza tym w kosmetyce i medycynie wykorzystywane bywają olejki eteryczne z tych roślin.

## Morfologia
PokrójNiewielkie, aromatyczne drzewa, krzewy i liany.
LiścieNaprzeciwległe, rzadko w okółkach, pojedyncze, zwykle całobrzegie, rzadko słabo piłkowane lub ząbkowane, bez przylistków. Za młodu liście są często owłosione, z wiekiem zwykle łysieją.
KwiatyZwykle zebrane w wierzchotkowate kwiatostany. Kwiaty są jednopłciowe (obupłciowe u rodzaju Hortonia), promieniste, drobne. Liczba listków okwiatu jest różna u poszczególnych przedstawicieli, wynosi od 3 do wielu, często w dwóch lub większej liczbie okółków. W kwiatach męskich liczba pręcików sięga do 1800 (rodzaj Tambourissa), czasem zrastają się one w rurkę (rodzaj Tetrasynandra). Nitki i łączniki są rozszerzone, często przerastają pylniki, tworząc szczytową, sterylną i ogruczoloną część pręcika, czasem upodabniając się do listków okwiatu. Pylniki otwierają się pękając szczelinowo lub klapami. Ziarna pyłku są pojedyncze (złączone w tetrady tylko u Hedycarya). Słupkowie tworzą liczne (tylko w rodzaju Xymalos pojedyncze), wolne słupki, zawierające po jednym zalążku.
OwoceOrzechy i pozorne pestkowce – z właściwym owocem otoczonym przez zmięśniałe dno kwiatowe. Nasiona zawierają dużo bielma i drobny zarodek.

## Systematyka
W dawniejszych systemach włączano tu rodzaje z rodzin oboczkowate Atherospermataceae i Siparunaceae obejmujące podobne morfologicznie rośliny, ale w efekcie rodzina była taksonem polifiletycznym. Niejasne pozostają relacje między poleńcowatymi a hernandiowatymi Hernandiaceae i wawrzynowatymi Lauraceae – analizy wskazują na siostrzany charakter poleńcowatych względem obu tych rodzin, ewentualnie tylko hernandiowatych (z wawrzynowatymi zajmującymi pozycję bazalną w grupie). 
Pozycja systematyczna według APweb (aktualizowany system APG IV z 2016)
|  | Siparunaceae                                                                     |
|  |                                                                                  |
|  | \| \| Gomortegaceae \| \| \| \| \| \| oboczkowate Atherospermataceae \| \| \| \| |
|  |                                                                                  |
|  | Gomortegaceae                                                                    |
|  |                                                                                  |
|  | oboczkowate Atherospermataceae                                                   |
|  |                                                                                  |

|  | Gomortegaceae                  |
|  |                                |
|  | oboczkowate Atherospermataceae |
|  |                                |

|  | poleńcowate Monimiaceae                                                                |
|  |                                                                                        |
|  | \| \| hernandiowate Hernandiaceae \| \| \| \| \| \| wawrzynowate Lauraceae \| \| \| \| |
|  |                                                                                        |
|  | hernandiowate Hernandiaceae                                                            |
|  |                                                                                        |
|  | wawrzynowate Lauraceae                                                                 |
|  |                                                                                        |

|  | hernandiowate Hernandiaceae |
|  |                             |
|  | wawrzynowate Lauraceae      |
|  |                             |

|  | Siparunaceae                                                                     |
|  |                                                                                  |
|  | \| \| Gomortegaceae \| \| \| \| \| \| oboczkowate Atherospermataceae \| \| \| \| |
|  |                                                                                  |
|  | Gomortegaceae                                                                    |
|  |                                                                                  |
|  | oboczkowate Atherospermataceae                                                   |
|  |                                                                                  |

|  | Gomortegaceae                  |
|  |                                |
|  | oboczkowate Atherospermataceae |
|  |                                |

|  | poleńcowate Monimiaceae                                                                |
|  |                                                                                        |
|  | \| \| hernandiowate Hernandiaceae \| \| \| \| \| \| wawrzynowate Lauraceae \| \| \| \| |
|  |                                                                                        |
|  | hernandiowate Hernandiaceae                                                            |
|  |                                                                                        |
|  | wawrzynowate Lauraceae                                                                 |
|  |                                                                                        |

|  | hernandiowate Hernandiaceae |
|  |                             |
|  | wawrzynowate Lauraceae      |
|  |                             |

|  | Siparunaceae                                                                     |
|  |                                                                                  |
|  | \| \| Gomortegaceae \| \| \| \| \| \| oboczkowate Atherospermataceae \| \| \| \| |
|  |                                                                                  |
|  | Gomortegaceae                                                                    |
|  |                                                                                  |
|  | oboczkowate Atherospermataceae                                                   |
|  |                                                                                  |

|  | Gomortegaceae                  |
|  |                                |
|  | oboczkowate Atherospermataceae |
|  |                                |

|  | poleńcowate Monimiaceae                                                                |
|  |                                                                                        |
|  | \| \| hernandiowate Hernandiaceae \| \| \| \| \| \| wawrzynowate Lauraceae \| \| \| \| |
|  |                                                                                        |
|  | hernandiowate Hernandiaceae                                                            |
|  |                                                                                        |
|  | wawrzynowate Lauraceae                                                                 |
|  |                                                                                        |

|  | hernandiowate Hernandiaceae |
|  |                             |
|  | wawrzynowate Lauraceae      |
|  |                             |

|  | Siparunaceae                                                                     |
|  |                                                                                  |
|  | \| \| Gomortegaceae \| \| \| \| \| \| oboczkowate Atherospermataceae \| \| \| \| |
|  |                                                                                  |
|  | Gomortegaceae                                                                    |
|  |                                                                                  |
|  | oboczkowate Atherospermataceae                                                   |
|  |                                                                                  |

|  | Gomortegaceae                  |
|  |                                |
|  | oboczkowate Atherospermataceae |
|  |                                |

|  | poleńcowate Monimiaceae                                                                |
|  |                                                                                        |
|  | \| \| hernandiowate Hernandiaceae \| \| \| \| \| \| wawrzynowate Lauraceae \| \| \| \| |
|  |                                                                                        |
|  | hernandiowate Hernandiaceae                                                            |
|  |                                                                                        |
|  | wawrzynowate Lauraceae                                                                 |
|  |                                                                                        |

|  | hernandiowate Hernandiaceae |
|  |                             |
|  | wawrzynowate Lauraceae      |
|  |                             |

Podział na rodzaje
- Austromatthaea L. S. Sm.
- Decarydendron Danguy
- Ephippiandra Decne.
- Faika Philipson
- Hedycarya J. R. Forst. & G. Forst.
- Hennecartia J. Poiss.
- Hortonia Wight
- Kairoa Philipson
- Kibara Endl.
- Kibaropsis Vieill. ex Jérémie
- Lauterbachia Perkins
- Levieria Becc.
- Macropeplus Perkins
- Macrotorus Perkins
- Matthaea Blume
- Mollinedia Ruiz & Pav.
- Monimia Thouars
- Palmeria F. Muell.
- Parakibara Philipson
- Peumus Molina
- Steganthera Perkins
- Tambourissa Sonn.
- Tetrasynandra Perkins
- Wilkiea F. Muell.
- Xymalos Baill.